# 艾萨克·斯坦伯格

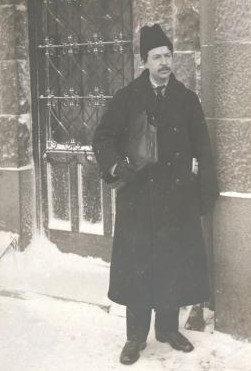
艾萨克·斯坦伯格

艾萨克·斯坦伯格（俄语： 1888年7月13日—1957年1月2日）俄罗斯律师、社会革命党人、政治家，犹太领土运动的领导人和流亡作家。1917年十月革命后，曾在苏俄政府中短暂担任司法人民委员，后因对布尔什维克无视司法公正等原因与布尔什维克分道扬镳。